# Сушко Геннадій Миколайович
Геннадій Миколайович Сушко (нар. 28 січня 1970, Попасна, Луганська область, УРСР) — український та радянський футболіст та тренер, виступав на позиціях захисника, півзахисника та нападника.

## Життєпис
У 1988 році виступав за аматорський клуб «Стаханов», звідки перебрався в «Прикарпаття». У 1991 році повернувся в «Стаханов», який мав назву «Вагонобудівник», а згодом був перейменований у «Шахтар». З 1994 по 1997 рік виступав за «Хімік» з Сєвєродонецька, далі грав за «Металург» з Маріуполя. У 1998 році перейшов у російський клуб «Жемчужина» з Сочі, за який у чемпіонаті Росії дебютував 11 червня того року в домашньому матчі 11-го туру проти московського «Локомотива», вийшовши на 68-й хвилині на заміну Манука Какосяну. Сушко рідко виходив на поле, в основному грав за фарм-клуб і наступного року покинув «Жемчужину» й повернувся в Україну. Спочатку грав за аматорські клуби, проте в 2001 році перейшов у луганську «Зорю». У 2002 році виступав в оренді за «Авангард» з міста Ровеньки. Професіональну кар'єру завершив у 2009 році в свердловському «Шахтарі». У 2010 році був призначений виконуючим обов'язки головного тренера «Шахтаря». У березні 2017 року призначений головним тренером клубу «Шахта ім. Д.Ф. Мельникова» з Лисичанська.